# Vattenkallasläktet
Vattenkallasläktet (Cryptocoryne) är ett släkte i familjen kallaväxter (Araceae). I sina naturliga biotoper i växer de helt emerst (ovan vatten) eller som sumpväxter på platser med mycket lågt vattenstånd, men i akvarium fungerar de flesta arter bra även i submers odling (alltså helt under vattenytan). Endast ett mycket litet fåtal av arterna blommar under vatten.

## Dottertaxa tillCryptocoryne, i alfabetisk ordning[1]
- Cryptocoryne affinis
- Cryptocoryne alba
- Cryptocoryne albida
- Cryptocoryne annamica
- Cryptocoryne aponogetifolia
- Cryptocoryne auriculata
- Cryptocoryne bangkaensis
- Cryptocoryne beckettii
- Cryptocoryne bogneri
- Cryptocoryne bullosa
- Cryptocoryne ciliata
- Cryptocoryne cognata
- Cryptocoryne consobrina
- Cryptocoryne cordata
- Cryptocoryne coronata
- Cryptocoryne crispatula
- Cryptocoryne cruddasiana
- Cryptocoryne decus-silvae
- Cryptocoryne dewitii
- Cryptocoryne edithiae
- Cryptocoryne elliptica
- Cryptocoryne ferruginea
- Cryptocoryne fusca
- Cryptocoryne griffithii
- Cryptocoryne hudoroi
- Cryptocoryne ideii
- Cryptocoryne jacobsenii
- Cryptocoryne keei
- Cryptocoryne lingua
- Cryptocoryne longicauda
- Cryptocoryne mekongensis
- Cryptocoryne minima
- Cryptocoryne moehlmannii
- Cryptocoryne nevillii
- Cryptocoryne noritoi
- Cryptocoryne nurii
- Cryptocoryne pallidinervia
- Cryptocoryne parva
- Cryptocoryne pontederiifolia
- Cryptocoryne purpurea
- Cryptocoryne pygmaea
- Cryptocoryne retrospiralis
- Cryptocoryne schulzei
- Cryptocoryne scurrilis
- Cryptocoryne sivadasanii
- Cryptocoryne spiralis
- Cryptocoryne striolata
- Cryptocoryne thwaitesii
- Cryptocoryne timahensis
- Cryptocoryne uenoi
- Cryptocoryne undulata
- Cryptocoryne usteriana
- Cryptocoryne walkeri
- Cryptocoryne wendtii
- Cryptocoryne versteegii
- Cryptocoryne vietnamensis
- Cryptocoryne willisii
- Cryptocoryne villosa
- Cryptocoryne yujii
- Cryptocoryne zaidiana
- Cryptocoryne zukalii

## Bildgalleri

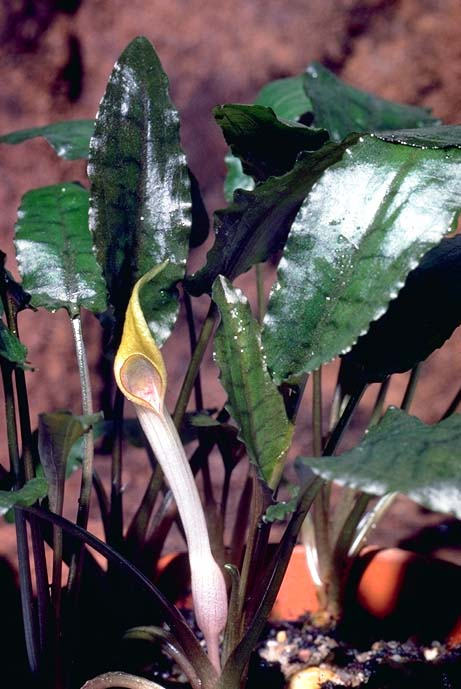
Blommande Cryptocoryne beckettii, odlad ovan vatten
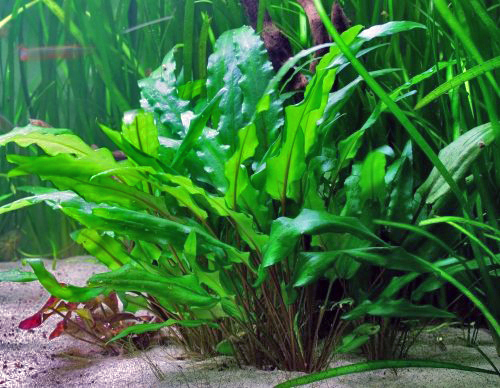
Cryptocoryne wendtii odlad i akvarium
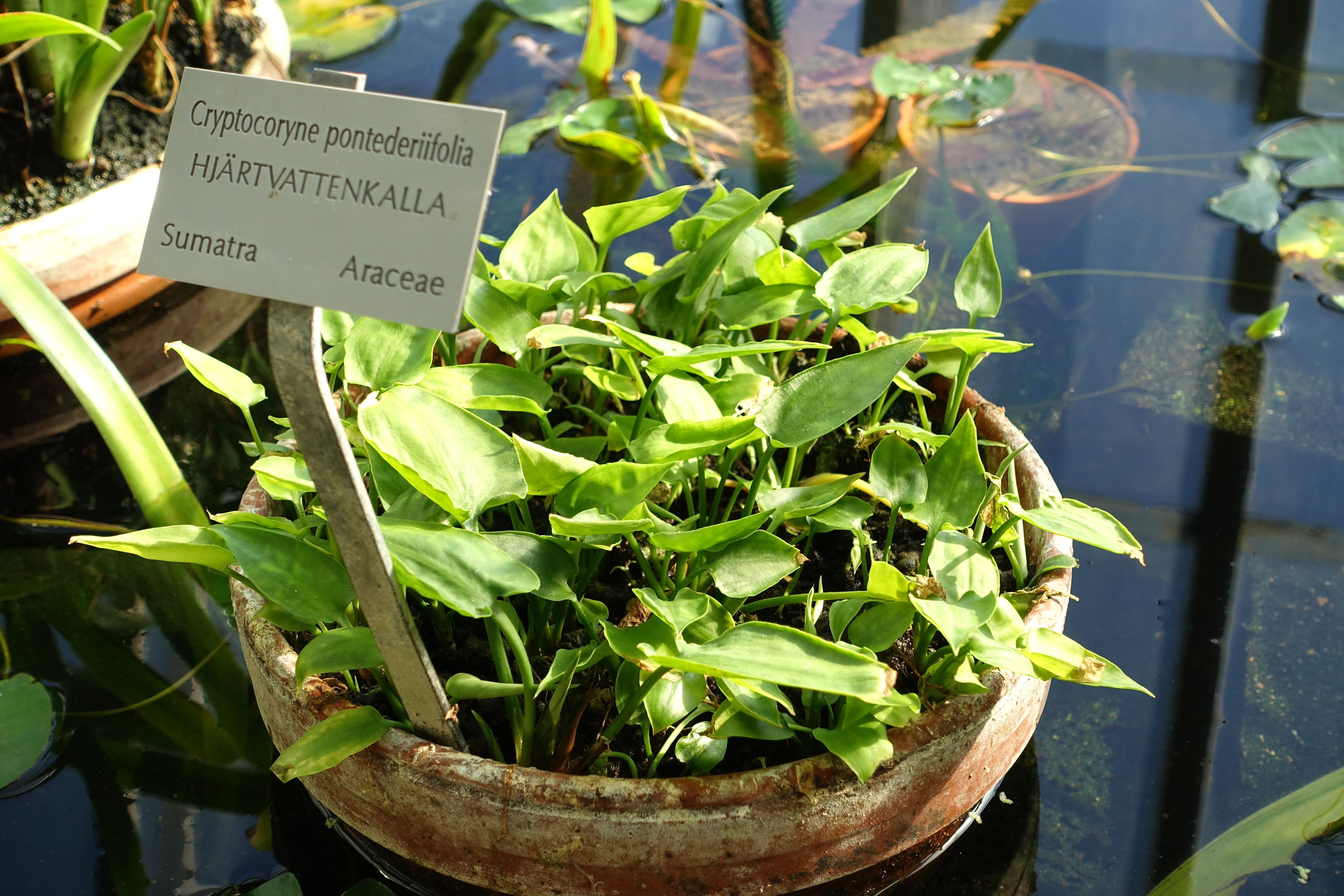
Hjärtvattenkalla (Cryptocoryne pontederiifolia) i Victoriaväxthuset i Bergianska trädgården